# Christophe-Antoine Merlin
Christophe Antoine Merlin (Thionville, 27 de mayo de 1771-París, 8 de mayo de 1839) fue un general francés. Durante la guerra de la Independencia española, mandó la tropa que saqueó Bilbao el 16 de agosto de 1808.  Su nombre está en el lado sur del Arco de Triunfo de París.[cita requerida]
Tras participar en varias campañas por Europa, Merlin forma parte del séquito de José I Bonaparte en Nápoles y le acompaña a este a asumir el trono de España.
Participó en la batalla de Talavera (1809) al mando de los 1188 hombres del
X y XXVI Chasseurs à Cheval.
Al mando de la caballería francesa en la batalla de Almonacid (1809), ese mismo mes asume el mando de la Guardia Real de José I.[cita requerida]
También participó en la batalla de Ocaña.
Contrajo matrimonio con Mercedes Santa Cruz y Montalvo el 31 de octubre de 1809 en Madrid. Este casamiento se ubicaba en el marco los matrimonios de oficiales franceses con mujeres miembros de la aristocracia madrileña auspiciados por el monarca francés. Fue hecho conde de Merlin por José Bonaparte en 1811. Abandona la península en 1813 con destino a Mortefontaine. años después pagaría tributo por sus adhesiones al régimen napoleónico. Se retira del ejército en 1821 para no perjudicar la carrera militar de sus dos hermanos menores.